# Nihafil Hayi-arsan
Nihafil Hayi-arsan (thailändisch นิฮาฟิล หะยีฮาซัน, * 19. Februar 1997 in Narathiwat), auch als Hafis bekannt, ist ein thailändischer Fußballspieler.

## Karriere

### Verein
Nihafil Hayi-arsan erlernte das Fußballspielen in der Schulmannschaft der Assumption-Schule in der thailändischen Hauptstadt Bangkok. Bis 2018 stand er bei Nara United FC unter Vertrag. Der Verein aus Narathiwat, der Hauptstadt der Provinz Narathiwat, spielte in der dritten Liga, der Thai League 3, in der Lower Region. 2019 wechselte er zum Zweitligisten Ubon United. Mit dem Verein aus Ubon Ratchathani absolvierte er 14 Spiele in der zweiten Liga, der Thai League 2. Nachdem der Verein Ende 2019 in die vierte Liga zwangsabsteigen musste, verließ er Ubon und schloss sich dem Zweitligaaufsteiger Ranong United FC aus Ranong an. Für Ranong absolvierte er 31 Zweitligaspiele. Zur Saison 2021/22 wechselte er zum Erstligaabsteiger Sukhothai FC. Am Ende der Saison 2021/22 feierte er mit dem Verein aus Sukhothai die Vizemeisterschaft und den Aufstieg in die erste Liga. Für Sukhothai stand er 15-mal in der zweiten Liga auf dem Rasen. Nach dem Aufstieg verließ er den Verein und schloss sich Anfang Juli 2022 dem Bangkoker Zweitligisten Kasetsart FC an. Nach 36 Ligaspielen wurde sein Vertrag im Dezember 2023 nicht verlängert. Im gleichen Monat schloss er sich bis zum Ende der Saison 2023/24 dem Drittligisten Pattani FC an. Mit dem Verein aus Pattani spielte er siebenmal in der Southern Region der Liga. Im Juni 2024 nahm ihn der Zweitligist Kanchanaburi Power FC unter Vertrag. Am Ende der Saison 2024/25 belegte er mit dem Verein den vierten Tabellenplatz und qualifizierte sich somit für die Play-off-Spiele zur ersten Liga. Im Halbfinale konnte man sich gegen den fünftplatzierten Mahasarakham SBT FC durchsetzen. Im Finale traf man auf den Phrae United FC. Das Hinspiel im eigenen Stadion gewann man mit 3:2. Das Rückspiel endete 2:2. Kanchanaburi gewann mit insgesamt 5:4 und stieg somit in die erste Liga auf. Nach dem Aufstieg verließ er den Verein und schloss sich im August 2025 dem Erstligaabsteiger Nakhon Pathom United FC an.

### Nationalmannschaft
Nihafil Hayi-arsan spielte fünfmal in der thailändischen U16-Nationalmannschaft.

## Erfolge
Sukhothai FC
- Thailändischer Zweitligavizemeister: 2021/22  ▲